# Międzynarodowe Targi Anime w Tokio
Międzynarodowe Targi Anime w Tokio (jap. 東京国際アニメフェア Tokyo International Anime Fair) znane również jako TAF były jednymi z największych targów anime na świecie, odbywającymi się corocznie w Tokio w Japonii. Targi były pomysłem gubernatora Tokio Shintarō Ishihary, który chciał „promować japońską animację na świecie i stworzyć miejsce dla transakcji handlowych”. W 2014 roku targi zostały połączone z Anime Contents Expo, tworząc AnimeJapan.

## Historia wydarzeń
| Data                       | Frekwencja                                                        | Wystawcy                                                          | Lokalizacja                                                       | Przy. |
| -------------------------- | ----------------------------------------------------------------- | ----------------------------------------------------------------- | ----------------------------------------------------------------- | ----- |
| 5-17 lutego 2002           | 50 163                                                            | 104                                                               | Tokyo Big Sight, Tokio                                            | [ 5 ] |
| 19–22 marca 2003           | 64 698                                                            | 138                                                               | Tokyo Big Sight, Tokio                                            | [ 5 ] |
| 25–28 marca 2004           | 72 773                                                            | 166                                                               | Tokyo Big Sight, Tokio                                            | [ 5 ] |
| 31 marca – 3 kwietnia 2005 | 83 966                                                            | 197                                                               | Tokyo Big Sight, Tokio                                            | [ 5 ] |
| 23–26 marca 2006           | 98 984                                                            | 256                                                               | Tokyo Big Sight, Tokio                                            | [ 5 ] |
| 22–25 marca 2007           | 107 713                                                           | 270                                                               | Tokyo Big Sight, Tokio                                            | [ 5 ] |
| 27–30 marca 2008           | 126 622                                                           | 289                                                               | Tokyo Big Sight, Tokio                                            | [ 5 ] |
| 18–21 marca 2009           | 129 819                                                           | 255                                                               | Tokyo Big Sight, Tokio                                            | [ 5 ] |
| 25–28 marca 2010           | 132 492                                                           | 244                                                               | Tokyo Big Sight, Tokio                                            | [ 5 ] |
| 2011                       | Odwołane z powodu trzęsienia ziemi i tsunami w Tōhoku w 2011 roku | Odwołane z powodu trzęsienia ziemi i tsunami w Tōhoku w 2011 roku | Odwołane z powodu trzęsienia ziemi i tsunami w Tōhoku w 2011 roku | [ 6 ] |
| 22–25 marca 2012           | 98 923                                                            | 216                                                               | Tokyo Big Sight, Tokio                                            | [ 5 ] |
| 21–24 marca 2013           | 105 855                                                           | 223                                                               | Tokyo Big Sight, Tokio                                            | [ 7 ] |

## Targi w 2011 roku
W grudniu 2010 roku Comic 10 Society (コミック10社会, Comikku 10 Shakai) grupa 10 wydawców mangi, ogłosiła plany bojkotu targów w 2011 roku. Bojkot był protestem przeciwko zmianom w tokijskim rozporządzeniu dotyczącym rozwoju młodzieży, które zwiększyło regulacje dotyczące sprzedaży mangi i anime osobom poniżej 18 roku życia. Zostało to odebrane jako celowe zlekceważenie Shintarō Ishihary, który był blisko związany zarówno z TAF, jak i zmianami w prawie. Ówczesny premier Japonii Naoto Kan wyraził zaniepokojenie skutkami bojkotu i wezwał zaangażowane strony do pracy nad rozwiązaniem sytuacji.
Ze względu na niszczycielskie trzęsienie ziemi i tsunami, które nawiedziło północno-wschodnie wybrzeże Japonii 11 marca 2011 roku, pięć dni później ogłoszono, że targi w 2011 roku zostaną odwołane z powodu planowanych przerw w dostawie prądu.